# Dies Irae (zespół muzyczny)
Dies Irae (łac. dzień gniewu) – polska grupa muzyczna wykonująca death metal. Zespół powstał 1992 roku w Olsztynie z inicjatywy gitarzysty i wokalisty Maurycego „Mausera” Stefanowicza. W 1994 roku ukazało się demo Dies Irae pt. Fear of God po czym w 1997 roku zespół został rozwiązany. 
W 2000 roku grupa wznowiła działalność w nowym składzie z udziałem perkusisty grupy Vader Krzysztofa „Docenta” Raczkowskiego, basisty Marcina „Novego” Nowaka występującego wówczas w grupie Behemoth oraz gitarzysty Jacka Hiro założyciela grupy Sceptic. 
Grupa wydała trzy albumy Immolated (2000), The Sin War (2002) i Sculpture of Stone (2004). Po śmierci Raczkowskiego w 2005 roku ostatecznie zaprzestała działalności, jednakże nie została też oficjalnie rozwiązana. W 2009 roku z wieloletnim opóźnieniem ukazało się koncertowe DVD pt. The Art of an Endless Creation.

## Historia

### 1992-1997 (Fear of God)

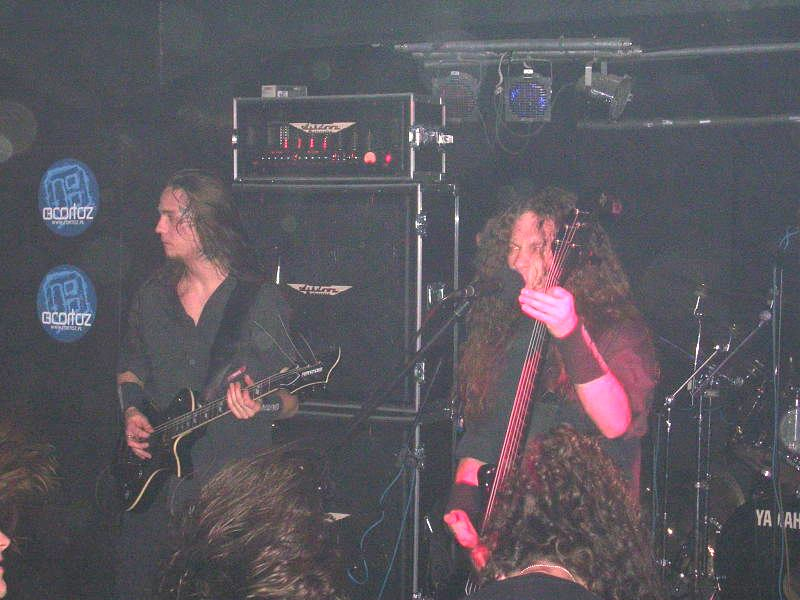
Maurycy „Mauser” Stefanowicz i Marcin „Novy” Nowak podczas koncertu we wrocławskim klubie Diabolique 2 lutego 2005 roku w ramach The Ultimate Domination Tour 2005

Zespół powstał 1992 roku w Olsztynie z inicjatywy gitarzysty i wokalisty Maurycego „Mausera” Stefanowicza. Muzyk do współpracy zaprosił gitarzystę Jarosława „Chinę” Łabieńca, basistę Piotra „Czanrego” Bartczaka oraz perkusistę Macieja „Gilana” Liszewskiego. 
W 1994 roku w W. Swiech Studio zarejestrowano pierwsze demo pt. Fear of God wydane w dwa lata później nielegalnie przez Serenades Records. Działalność zespołu była jednak ograniczona udziałem poszczególnych muzyków w innych zespołach. W 1997 roku Stefanowicz dołączył do Vader zastępując również muzyka Dies Irae gitarzystę Jarosława Łabieńca, tym samym działalność zespołu została zawieszona. Liszewski dołączył do grupy Christ Agony, którą wkrótce potem opuścił, zaprzestając działalności artystycznej. Natomiast Bartczak zasilił szeregi Prophecy, a następnie dołączył do formacji Nyia, której współzałożycielem był Jarosław „China” Łabieniec.

### 2000-2005 (Immolated,The Sin WariSculpture of Stone)

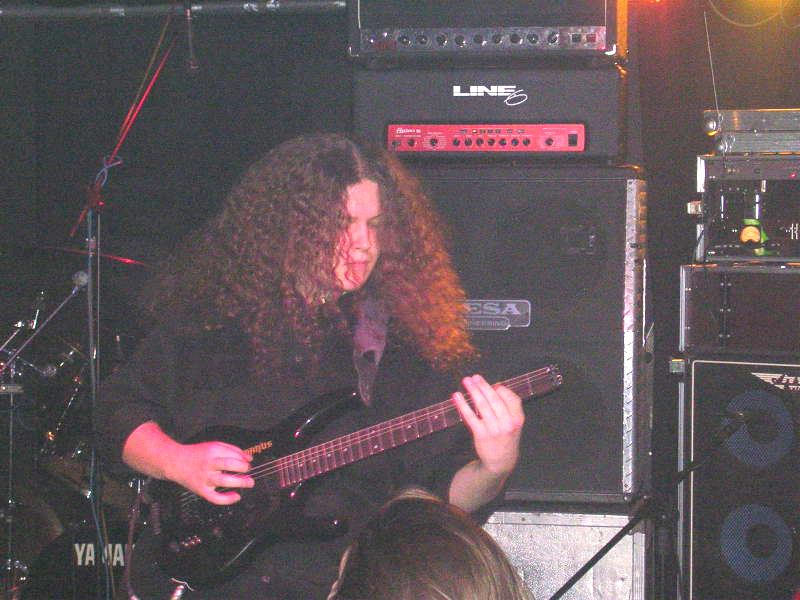
Jacek Hiro podczas koncertu we wrocławskim klubie Diabolique 2 lutego 2005 roku w ramach The Ultimate Domination Tour 2005

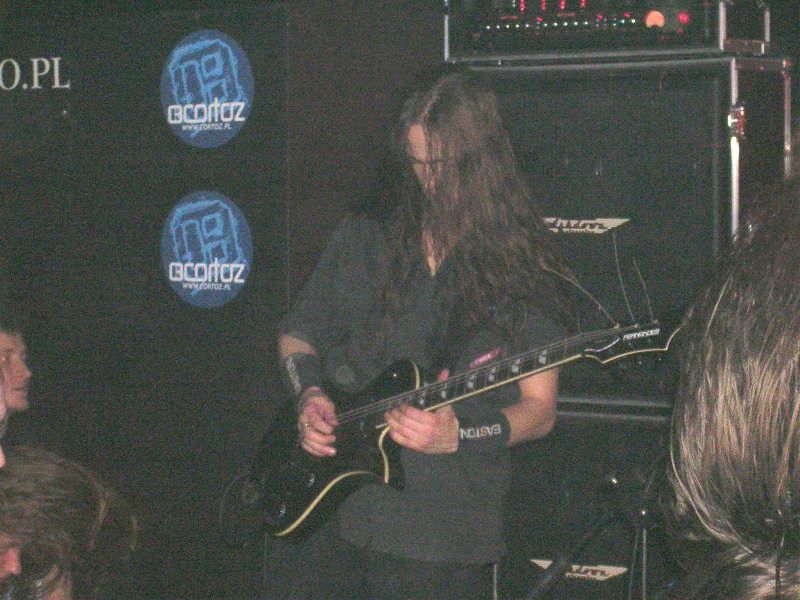
Maurycy Stefanowicz podczas koncertu we wrocławskim klubie Diabolique 2 lutego 2005 roku w ramach The Ultimate Domination Tour 2005

W trzy lata po rozwiązaniu grupy Stefanowicz podpisał umowę z agencja Massive Management, która zapewniła kontrakt z wytwórnią płytową Metal Blade Records na nagranie czterech albumów. Niedługo potem bo 5 czerwca 2000 roku Stefanowicz rozpoczął realizację debiutanckiego albumu pt. Immolated do współpracy zaprosił znanego z grupy Vader perkusistę Krzysztofa „Docenta” Raczkowskiego, gitarzystę Jacka Hiro z grupy Sceptic oraz basistę Marcina „Novego” Nowaka, który objął także funkcję wokalisty.
Debiutancki album ukazał się 20 listopada 2000 roku w Polsce i Europie natomiast w USA płyta ukazał się dopiero 21 kwietnia 2001 roku. Album został wyprodukowany przez Szymona Czecha, mastering nagrań wykonał Bartłomiej Kuźniak, natomiast teksty napisał współpracujący z Vader Łukasz Szurmiński, zaś oprawę graficzną przygotował Jacek Wiśniewski. Początkowo reaktywowany zespół miał pozostać projektem studyjnym, jednakże zainteresowanie fanów i krytyków wpłynęło na zmianę stanowiska muzyków.
Rok później na przełomie kwietnia i maja w białostockim Hertz Studio muzycy zarejestrowali drugi album pt. The Sin War. Płyta ukazała się we wrześniu ponownie dzięki Metal Blade Records, planowane promocyjne koncerty nie doszły do skutku z powodu zobowiązań muzyków. Dopiero w czerwcu 2003 roku odbyli trasę Empire Invasion Tour 2003 wraz z grupami Hate, Lost Soul i Esqarial. 
Tego samego roku doszło do rozwiązania kontraktu z Metal Blade Records oraz podpisania nowego z polską Metal Mind Productions nakładem której ukazał się trzeci album grupy. Sculpture of Stone bo taki tytuł nosił nowy album zarejestrowano ponownie w Hertz Studio. Płyta ukazała się 19 maja 2004 roku w Polsce, promowana podczas koncertów wraz z grupami Trauma, Sceptic i Shwadows Land cieszyła się uznaniem fanów jak i krytyki. Na trasie niedysponowanego Raczkowskiego zastąpił znany z grupy Decapitated instrumentalista Witold „Vitek” Kiełtyka. 18 sierpnia 2005 w wyniku niewydolności serca zmarł perkusista grupy Krzysztof „Docent” Raczkowski.

### Po 2005 (Zawieszenie działalności)
Po śmierci Raczkowskiego w 2005 roku grupa ostatecznie zaprzestała działalności, jednakże nie została też oficjalnie rozwiązana. W 2006 roku Stefanowicz założył gothicmetalową grupę UnSun, pozostając w grupie Vader do 2008 roku. Hiro kontynuował występy w grupach Sceptic i Virgin Snatch a w 2007 roku dołączył do deathmetalowej grupy Never. Nowak w 2008 roku odszedł z Vader i dołączył do Virgin Snatch. Z zespołu odszedł niespełna rok później.
1 listopada 2007 roku w wypadku samochodowym zginął Witold „Vitek” Kiełtyka zastępujący Raczkowskiego podczas koncertów. 12 stycznia 2009 roku nakładem Metal Mind Productions ukazało się pierwsze DVD grupy zatytułowane The Art of an Endless Creation. Wydawnictwo zawiera m.in. zapis koncertu Dies Irae z festiwalu Metalmania, który odbył się w katowickim Spodku 12 marca 2005 roku, teledyski do utworów „Lion Of Knowledge” i „The Art Of An Endless Creation” oraz bootleg wideo z koncertu w ramach trasy Empire Invasion Tour 2004 zarejestrowany z nieżyjącym perkusistą Witoldem „Vitkiem” Kieltyką.

## Muzyka i teksty
W latach 1992–1997 teksty do utworów w języku angielskim pisał lider grupy Maurycy Stefanowicz, który był również w tym okresie wokalistą grupy. Po reaktywacji zespołu w 2000 roku teksty również w języku angielskim na debiutancki album grupy Immolated napisał Łukasz Szurmiński na stałe współpracujący również z grupą Vader. 
Na kolejnych wydawnictwach The Sin War i Sculpture of Stone teksty były autorstwa wokalisty i basisty grupy Marcina Nowaka, który pisał poprzednio dla grupy Devilyn, której był współzałożycielem. Wyjątkiem był utwór „The Hunger” z albumu Sculpture of Stone który napisał gitarzysta Jacek Hiro. W tekstach grupa poruszała szeroko rozumiane pojęcia śmierci, antychrześcijanstwa czy bluźnierstwa.
W początkowym okresie działalności grupy muzyka Dies Irae była znacząco inspirowana przez twórczość takich grup jak Morbid Angel czy Vader. Do tej ostatniej Stefanowicz dołączył w 1997 roku. Po reaktywacji zespołu w 2000 roku, kiedy to ukazał się również debiutancki album Dies Irae, krytycy zarzucali muzykom wtórność oraz w dalszym ciągu widoczną inspirację grupą Vader.

## Muzycy
| 1992–1994 | - Maurycy „Mauser” Stefanowicz – gitara, śpiew - Piotr „Czarny” Bartczak – gitara basowa - Maciej „Gilan” Liszewski – perkusja                                       |
| 1994–1997 | - Maurycy „Mauser” Stefanowicz – gitara, śpiew - Jaroslaw „China” Łabieniec – gitara - Piotr „Czarny” Bartczak – gitara basowa - Maciej „Gilan” Liszewski – perkusja |
| 2000–2004 | - Marcin „Novy” Nowak – śpiew, gitara basowa - Maurycy „Mauser” Stefanowicz – gitara - Jacek Hiro – gitara - Krzysztof „Docent” Raczkowski – perkusja                |
| 2004      | - Marcin „Novy” Nowak – śpiew, gitara basowa - Maurycy „Mauser” Stefanowicz – gitara - Jacek Hiro – gitara - Witold „Vitek” Kieltyka – perkusja                      |
| 2004–2005 | - Marcin „Novy” Nowak – śpiew, gitara basowa - Maurycy „Mauser” Stefanowicz – gitara - Jacek Hiro – gitara - Krzysztof „Docent” Raczkowski – perkusja                |

Ostatni znany skład zespołu
- Marcin „Novy” Nowak – śpiew, gitara basowa (2000-2005)
- Jacek Hiro – gitara (2000-2005)
- Maurycy „Mauser” Stefanowicz – gitara (1992-1997, 2000-2005)

Byli członkowie zespołu
- Krzysztof „Docent” Raczkowski (zmarły) – perkusja (2000-2005)
- Maciej „Gilan” Liszewski – perkusja (1992-1997)
- Jaroslaw „China” Łabieniec – gitara (1994-1997)
- Piotr „Czarny” Bartczak – gitara basowa (1992-1997)

Muzycy koncertowi
- Witold „Vitek” Kieltyka (zmarły) – perkusja (2004)

## Dyskografia
- Fear of God (EP, 1994, Sphinx Records)
- Immolated (2000, Metal Blade Records)
- The Sin War (2002, Metal Blade Records)[29]
- Sculpture of Stone (2004, Metal Mind Productions)[30]

## Wideografia
- The Art of an Endless Creation (2009, Metal Mind Productions, DVD)[31]

## Teledyski
- „Lion of Knowledge” (2000, realizacja: Adam Kuc)[32]
- „The Art of an Endless Creation” (2009, realizacja: Metal Mind Productions)